# El Tejar
El Tejar – miasto w Kostaryce; w prowincji Cartago; 24 500 mieszkańców (2006). Przemysł spożywczy, chemiczny.